# Нафтохімічний комплекс в Лінзі
Хімічний комплекс в Лінзі – створений компанією Zibo Qi Xiang Tenda Chemical комплекс виробництв у китайській провінції Шаньдун.
У 2002 році в Лінзі почав роботу нафтохімічний майданчик, орієнтований на роботу з фракцією С4. Станом на середину 2010-х тут створили:
- виробництво метилетилкетона загальною потужністю 70 тисяч тон (дві лінії на 30 та 40 тисяч тон), вихідною сировиною для якого виступають н-бутени;
- розраховане на випуск 450 тисяч тон виробництво метилтретинного бутилового етеру (МТВЕ), котрий використовується як високооктанова паливна присадка та продукується реакцією ізобутилена та метанола;
- виробництво трет-бутанола потужністю 120 тисяч тон, котре також використовує ізобутилен;
- виробництво малеїнового ангідриду потужністю 100 тисяч тон, для якого потрібен н-бутан.
Ще одним напрямком споживання н-бутенів стала введена в експлуатацію у 2012 році установка оксидативної дегідрогенізації, котра продукує бутадієн. Її потужність первісно становила 100 тисяч тон на рік, проте вже наступного року була збільшена до 150 тисяч тон. Частину цього продукту споживають на самому майданчику для випуску 50 тисяч тон синтетичного каучуку.
Для живлення зазначених вище виробництв у Лінзі в 2005 відкрили установку фракціонування бутенів, а наступного року почали випускати також ізобутилен (потужність майданчика по останньому станом на середину 2010-х становила 260 тисяч тон).
Для збільшення сировинної бази в 2014-му розпочали та за два роки закінчили зведення установки дегідрогенізації суміші алканів. Вона споживає ізобутан та пропан і випускає 450 тисяч тон ізобутилена та пропілена. Ізобутан при цьому отримують на установці ізомеризації бутану. В комплексі з виробництвом ізобутилена з’явились також нові лінії MTBE (350 тисяч тон) та трет-бутанола (50 тисяч тон).
В 2019-му власник майданчику оголосив про намір доповнити його установкою дегідрогенізації пропана та створити тут виробництво оксида пропілена.